# Industriella varningsskyltar

## Utgående skyltar

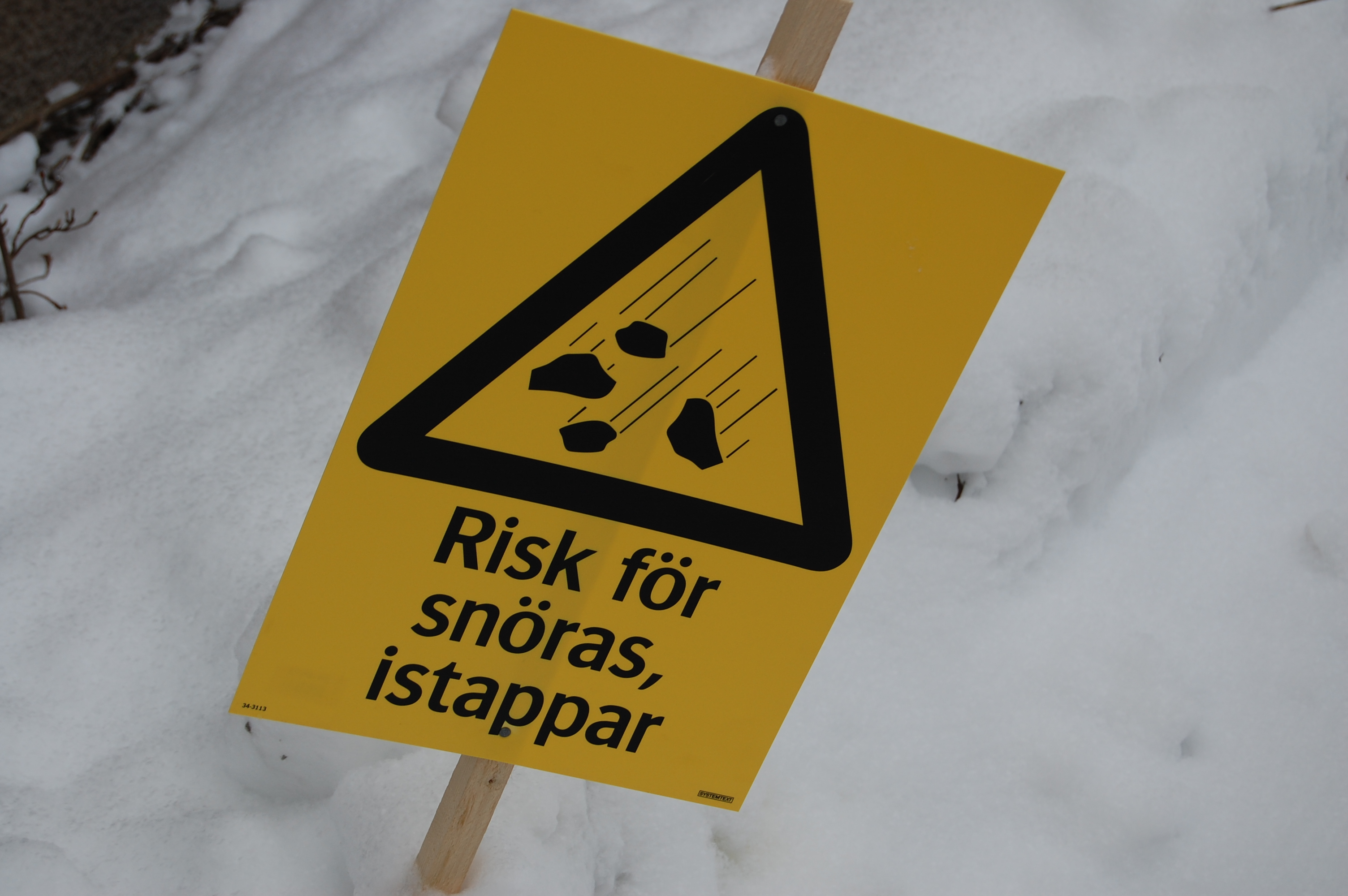
Risk för snöras, istappar

Flera av dessa skyltar håller på att utgå eftersom en övergång sker till skyltar med faropiktogram enligt CLP-förordningen. 
| Blockmagnet       | Explosionsfara                       | Giftigt ämne           | Joniserande strålning | Hängande last    | Lasttruck                    |
| Självantändande   | Icke-joniserande strålning           | Snubbelfara            | Fallfara              | Biologisk fara   | Hälsofarligt och irriterande |
| Farliga batterier | Explosionsfarlig atmosfär            | Klämfara               | Tippfara              | Automatisk start | Handskaderisk                |
| Halkfara          | Driven av ett transportband i spåret | Roterande valsar       | Frätande              | Gasflaska        | Köldfara                     |
| Laserstrålning    | Potentiell fara                      | Brandfarliga produkter | Högspänning           | Het yta          | Magnetfält                   |
| Optisk strålning  | Tsunamifara                          |                        |                       |                  |                              |

| Frätande                 | Explosivt | Lättantändligt | Naturförorenande | Oxiderande | Giftigt |
| Farligt (Xi-Irriterande) |           |                |                  |            |         |